# گائله انگانامویت
گائله انگانامویت (انگلیسی: Gaëlle Enganamouit؛ زادهٔ ۹ ژوئن ۱۹۹۲) بازیکن فوتبال اهل کامرون است.
از باشگاه‌هایی که در آن بازی کرده‌است می‌توان به باشگاه فوتبال روزنگرد اشاره کرد.
وی همچنین در تیم ملی فوتبال زنان کامرون بازی کرده‌است.